# Bednyj, bednyj Pavel
Bednyj, bednyj Pavel (Бедный, бедный Павел) è un film del 2003 diretto da Vitalij Vjačeslavovič Mel'nikov.

## Trama
Il film racconta la vita dell'imperatore russo Pavel I.